# John Burgess
John William Burgess (26. august 1844—13. januar 1931) var en amerikansk statsretslærer og historiker.
Burgess studerede i Tyskland 1871—73 og var 1876—1912 professor i statsvidenskaber og forfatningsret ved Columbia University (New York). 1906—07 var han den første Roosevelt-professor ved Berlins Universitet. Hans hovedværker er: Political science and comparative constitutional law (2 bind, 1890), The civil war and the Constitution (2 bind, 1901) og Reconstruction and the Constitution 1866—76 (1902).